# Йоахим I (Бранденбург)
Йоахим I Нестор (на немски: Joachim I Nestor, * 21 февруари 1484 в Кьолн на Шпрее, † 11 юли 1535 в Щендал) от род Хоенцолерн е от 1499 до 1535 г. курфюрст на маркграфство Бранденбург.

## Произход
Йоахим е син на бранденбургския курфюрст Йохан Цицерон (1455-1499) и Маргарета (1449–1501), дъщеря на херцог Вилхелм III от Саксония (1425–1482) от род Ветини и Анна Австрийска (1432–1462), дъщеря на крал Алберт II (1397- 1439). По бащина линия той е внук на курфюрст Албрехт Ахилес (1414-1486) и Маргарета фон Баден, маркграфиня на Баден (1431-1457).

## Управление
От 1490 до 1498 г. Йоахим е възпитаван във франкската резиденция на род Хоенцолерн. След смъртта на баща му петнадесетгодишният Йоахим поема управлението през 1499 г. заедно с десетгодишния си брат Албрехт IV (1490-1545), първо под опекунството на чичо му, маркграф Фридрих V от Ансбах-Байройт. С брат си Албрехт управлява заедно до 1513 г., който става през 1514 г. архиепископ на Майнц.
През 1506 г. Йоахим основава първия бранденбургски университет Alma Mater Viadrina във Франкфурт на Одер. Йоахим е голям противник на Реформацията. По времето на неговото управление има брутално преследване на евреите. Той преследва и разбойническите рицари.
Йоахим определя през 1534 г. чрез завещание да се дадат части от Ноймарк на неговия втори син Йохан (1513-1571), който умира без наследник, Йоахим I Нестор е наследен като курфюрст от най-големия му син Йоахим II Хектор (1505-1571).

## Семейство
Йоахим I се жени на 10 април 1502 г. в Щендал за Елизабет Датска (1485-1555), дъщеря на Йохан Датски, крал на Дания, Норвегия и Швеция. Те имат два сина и три дъщери:
- Йоахим II от Бранденбург (1505–1571), наричан Хектор, курфюрст на Бранденбург

∞ 1. 1524 принцеса Магдалена Саксонска (1507–1534)
∞ 2. 1535 принцеса Ядвига (Хедвиг) Ягелонка от Полша (1513–1573)
- Анна (1507–1567)

∞ 1524 херцог Албрехт VII от Мекленбург (1488–1547)
- Елизабет (1510–1558)

∞ 1. 1525 херцог Ерих I от Брауншвайг-Каленберг (1470–1540)
∞ 2. 1546 граф Попо XII от Хенеберг (1513–1574)
- Маргарета (1511–1577)

∞ 1. 1530 херцог Георг I от Померания (1493–1531)
∞ 2. 1534 княз Йохан II от Анхалт-Цербст (1504–1551)
- Йохан (1513–1571), маркграф на Бранденбург-Кюстрин

∞ 1537 принцеса Катарина от Брауншвайг-Волфенбютел (1518–1574)